# Andra-Hus jezik
Andra-Hus jezik (ahus, ha’us; ISO 639-3: anx), jedan od dvanaest istočnomanuskih jezika, šire admiralitetske skupine, kojim govori 1 310 ljudi (2000) na otocima Andra i Hus u provinciji Manus, Papua Nova Gvineja. Prema starijim podacima broj govornika iznosio je 810 (1977 Lincoln). 

## Vanjske poveznice
- Ethnologue (14th)
- Ethnologue (15th)